# Корбут, Николай Петрович
Николай Петрович Корбут (род. 1 ноября 1948, деревня Гутница, Слуцкого р-на, Минской области) — министр финансов Беларуси, с 1997 по август 2008 года.

## Образование
- Окончил Минский финансовый техникум в 1966 году.
- Окончил Белорусский государственный институт народного хозяйства имени В. В. Куйбышева (1977)[1].

## Карьера
- 1966—1969 — экономист по госдоходам Любанского райфинотдела города Любань.
- 1969—1970 — старший экономист, ревизор-инспектор госдоходов Минского областного финансового отдела.
- 1970—1972 — служил в Советской армии.
- 1972—1980 — старший экономист отдела госдоходов отдела финансирования народного хозяйства; далее:
  - зам. начальника бюджетного отдела;
  - начальник штатного отдела Минского областного финансового отдела.
- 1977 — окончил Белорусский государственный институт народного хозяйства; специальность «финансы и кредит».
- 1997— август 2008 — министр финансов Беларуси.
- 1997—2008 — руководитель Белорусской ассоциации гимнастики с 1997 по 2008 год[2]. Оставил пост по состоянию здоровья[3].